# Eddie Mills
Eddie Mills (né le 30 décembre 1972 à Kannapolis, en Caroline du Nord) est un acteur américain.
Il a participé à des films tels que Heartwood en 1998 et des téléfilms comme Sabrina Goes to Rome la même année. Il fait aussi de nombreuses apparitions dans des séries telles que FBI : Portés disparus, Preuve à l'appui, Dead Like Me, Les Anges du bonheur, Dawson, Wasteland et Dr House.

## Yeux
Il a les yeux vairon : son œil droit est bleu et son œil gauche est vert : il s'agit d'un problème congénital connu sous le nom d'hétérochromie.

## Filmographie

### Cinéma
- 1998 : Dancer, Texas, le rêve de la ville (Dancer, Texas Pop. 81) de Tim McCanlies : John Hemphill
- 1998 : Un amour en or (Heartwood) de Lanny Cotler : Frank Burris
- 2003 : Duo pour un casse (Artworks) de Jim Amatulli : Cory Wells
- 2003 : Une blonde en or (Winter Break) de Marni Banack : Carter Boyd
- 2003 : The Trade de Thomas Halikias : Wayne Garret
- 2005 : Wannabe de Richard Keith-Quintero : Peter Yates
- 2007 : The Happiest Day of His Life de Ursula Burton : Dave
- 2012 : Wrestling with Angels (court-métrage) de Julie Koehnen : Jacob
- 2014 : White Dwarf de Ryan Fox : Eddie
- 2018 : Paws P.I. de Danny Buday : Connor

Prochainement
- Wannabe: All Washed Up de Richard Keith-Quintero : Peter Yates

### Télévision
- 1994 : La Fête à la maison : Arthur (saison 7, épisode 22)
- 1996 : Sliders : Les Mondes parallèles : D.E.R.I.C. (saison 3, épisode 11)
- 1998 : Ally McBeal : Clinton Gil (saison 1, épisode 12)
- 1998 : Clueless : David (saison 2, épisodes 14 et 15)
- 1998 : Push : Scott Trysfan
- 1999 : Dawson : Tyson « Ty » Hicks (saison 2, épisodes 13 à 16)
- 1999 : Wasteland : Vandy
- 2002 : Les Anges du bonheur : Joshua Wren (saison 9, épisode 10)
- 2004 : Dead Like Me : Kyle Lowerdeck (saison 2, épisode 7)
- 2006 : Preuve à l'appui : Shérif Davey Correll (saison 5, épisode 10)
- 2006 : Dr House : Bob Prodeman (saison, 2, épisode 15)
- 2007 : FBI : Portés disparus : Bob Gilchrist (saison 5, épisode 20)
- 2009 : Les Experts : Manhattan : Phillip Langdon (saison 5, épisode 20)
- 2014 : First Murder : Sean (saison 1, épisodes 2 et 3)
- 2015 : Devious Maids : Louie Becker (saison 3, épisodes 5 et 13)
- 2015 : Nashville : Casey Rogers (saison 4, épisode 9)
- 2025 : Esprits criminels : Curtis Estes (saison 18, épisode 1)

#### Téléfilms
- 1994 : XXX's & OOO's de Allan Arkush : Sonny Randall
- 1997 : Born Into Exile de Eric Laneuville : Ted Nolan
- 1998 : Sabrina et les Fantômes du Passé (Sabrina Goes to Rome) de Tibor Takács : Paul
- 1998 : La tempête de Jack Bender : le Capitaine Frederick Allen
- 2000 : Business, Music & Love de Charles Winkler : Lance
- 2005 : Les jeux sont faits de David S. Cass Sr. : Bradley Stillman
- 2016 : Sister Judy and the Delinquents (court-métrage) de Greg LaVoi : le père Gregory
- 2025 : Killing the Competition de Lee Gabiana : Steve Fenwick